# 子子家庭は危機一髪
『子子家庭は危機一髪』（ししかていはききいっぱつ）は、赤川次郎による日本の小説のシリーズ。また、それを原作とした日本のテレビドラマ。

## シリーズ一覧
- 子子家庭は危機一髪（1987年7月、新潮社 / 1990年1月、新潮文庫）
  - いがらしゆみこ作画で漫画化、1996年から1997年にかけて白泉社の『Silky』に連載された。
- 子子家庭は大当たり!（1996年7月、新潮社 / 1998年5月、新潮文庫）
- 子子家庭は波乱万丈 ドイツ・オーストリア旅物語（2007年12月、新潮社 / 2010年4月、新潮文庫）
  - シリーズ本編のほか、赤川による欧州旅行のエッセイも収録
- 子子家庭の身代金（2011年3月、新潮社）
  - 収録作品（『小説新潮』に連載）
    - 子子家庭の愛とお荷物（2009年4月号・5月号）
    - 子子家庭の宅配便（2009年6月号・7月号）
    - 子子家庭の同姓同名（2009年8月号・9月号）
    - 子子家庭の身代金（2009年10月号・11月号）
    - 子子家庭のサンタクロース（2010年1月号・2月号）
    - 子子家庭の下宿人（2010年3月号）

## あらすじ
小学生の律子は弟の和哉と両親の4人家族だが、ある日突然両親が別々の理由で同時に失踪してしまう。 
律子と和哉は子供だけの「子子家庭」となり、さまざまなトラブルに巻き込まれる。

## テレビドラマ
1993年7月19日 - 9月3日にTBS「花王 愛の劇場」枠にて放送された。「花王 愛の劇場」25周年記念作品。全35話。

### キャスト
- 坂部律子 - 尾羽智加子
- 坂部和弥 - 植木悠太
- 江田香織 - 三浦由貴子
- 坂部辰弥 - あおい輝彦
- 坂部由紀子 - 市毛良枝
- 大岡幸代 - 伊藤美奈子
- 佐賀先生 - 尾美としのり
- 黒木 - 浜田光夫
- 角谷刑事 - 三角八朗
- 渡辺刑事 - 北見誠
- 左とん平
- 山本陽一
- 中上雅巳
- 友里千賀子
- 清水由貴子
- 長内美那子
- 杉内竜太

### スタッフ
- 脚本 - 宮村優子
- 音楽 - 坂田晃一
- 演出 - 藤本一彦
- 製作 - オフィス・ヘンミ・TBS

### 主題歌
- 『もう 戻らない』

作詞：北井いずみ／作曲：木根尚登／編曲：清水信之／唄：木根尚登

### ロケ地
- 東京都調布市仙川